# GPR31
GPR31 (англ. G protein-coupled receptor 31) – білок, який кодується однойменним геном, розташованим у людей на короткому плечі 6-ї хромосоми. Довжина поліпептидного ланцюга білка становить 319 амінокислот, а молекулярна маса — 35 075.
| 10         |  | 20         |  | 30         |  | 40         |  | 50         |
| ---------- |  | ---------- |  | ---------- |  | ---------- |  | ---------- |
| MPFPNCSAPS |  | TVVATAVGVL |  | LGLECGLGLL |  | GNAVALWTFL |  | FRVRVWKPYA |
| VYLLNLALAD |  | LLLAACLPFL |  | AAFYLSLQAW |  | HLGRVGCWAL |  | HFLLDLSRSV |
| GMAFLAAVAL |  | DRYLRVVHPR |  | LKVNLLSPQA |  | ALGVSGLVWL |  | LMVALTCPGL |
| LISEAAQNST |  | RCHSFYSRAD |  | GSFSIIWQEA |  | LSCLQFVLPF |  | GLIVFCNAGI |
| IRALQKRLRE |  | PEKQPKLQRA |  | QALVTLVVVL |  | FALCFLPCFL |  | ARVLMHIFQN |
| LGSCRALCAV |  | AHTSDVTGSL |  | TYLHSVLNPV |  | VYCFSSPTFR |  | SSYRRVFHTL |
| RGKGQAAEPP |  | DFNPRDSYS  |  |            |  |            |  |            |

A: Аланін

C: Цистеїн

D: Аспарагінова кислота

E: Глутамінова кислота

F: Фенілаланін

G: Гліцин

H: Гістидин

I: Ізолейцин

K: Лізин

L: Лейцин

M: Метіонін

N: Аспарагін

P: Пролін

Q: Глутамін

R: Аргінін

S: Серин

T: Треонін

V: Валін

W: Триптофан

Кодований геном білок за функціями належить до рецепторів, g-білокспряжених рецепторів, білків внутрішньоклітинного сигналінгу. 
Локалізований у клітинній мембрані, мембрані.